# Гасанбеков, Бала-бек
Бала-бек Джаббар-бек оглы Гасанбеков (азерб. Bala bəy Cabbar bəy oğlu Həsənbəyov; 1899, Елизаветполь — 1937, Баку) — экономист, профессор, ректор Азербайджанского государственного университета (ныне БГУ).

## Биография
Родился в 1899 году в Елизаветполе, где получил свое первое образование. Позже окончил экономический факультет МГУ. 
В 1920-е годы работал в партийных, государственных органах.
В 1931 году успешно защитил докторскую диссертацию «Проблема воспроизводства рабочей силы в Азербайджане». После возвращения на родину принимал активное участие в научной жизни республики.
30 марта 1936 года решением, подписанным первым секретарем ЦК КП(б) Азербайджана Мир Джафаром Багировым, был назначен в отдел экономики и сельского хозяйства. В дальнейшем работал в Азербайджанском государственным университете. Был ректором, а также заведовал кафедрой политической экономии.
28 января 1937 года был арестован по ложным обвинениям. 16 апреля 1937 года партийное бюро Ворошиловского райкома исключило Гасанбекова из рядов партии как «врага партии и контрреволюционного троцкиста, захваченного органами НСДАП». Обвинялся в преступлениях, предусмотренных статьями 64, 69, 70 и 73 УК Азербайджанской ССР. 
11 октября 1937 года был приговорен к расстрелу. 
15 сентября 1956 года решением Военной коллегии Верховного суда СССР был реабилитирован (посмертно).